# 成海花音
成海 花音（なるみ かのん、2002年10月7日 - ）は、日本の女優。
神奈川県出身。ヴィヴィアン所属。ミスiD2021【ネクストアクトレス賞】を受賞。48時間映画祭2021『Food 2.0』で【最優秀主演女優賞】を受賞。

## 略歴
元プロサッカー選手の奥大介と女優の佐伯日菜子の間に生まれる。

## 出演

### 映画
- ブレイブ -群青戦記-（2021年、東宝、本広克行監督） - 与田花音 役
- GOLDFISH（2023年、太秦 / パイプライン、藤沼伸一監督） - ニコ 役[2]
- 1%er ワンパーセンター（2024年、アルバトロス・フィルム、山口雄大監督） - アミ 役[3][4][5]

### テレビドラマ
- 漆をめぐる物語（2022年3月22日、テレビ岩手・日本テレビ系）- 菊池泉 役[6]

### 配信ドラマ
- 舞妓さんちのまかないさん（2023年1月12日、Netflix） - 第八話 理子 役

### 舞台
- 時空警察シリーズ「時空警察SIG-RAIDER 彷徨~エトランジェ~」（2021年1月16日 - 24日、池袋 シアターグリーン BIG TREE THEATER） -  主演：神薙リコ（時空刑事リコ） 役

### CM
- JR東海東海道新幹線 N700S「Don’t Stop JAPAN!」
- DeNA逆転オセロニア「射的（ラニ）」篇
- AZAPAエンジニアリング「佐藤さん篇」[7]

### 雑誌
- BIG ONE GIRLS（近代映画社）
- FLASH（光文社）

## 受賞歴
- ミスiD ネクストアクトレス賞 （2021年）『講談社』
- 48時間映画祭 最優秀主演女優賞 （2021年）『Food 2.0』